# Nicole Hohloch
Pour les articles homonymes, voir Nicole et Seibert.
Nicole Seibert, née Hohloch le 25 octobre 1964 à Sarrebruck, est une chanteuse allemande (sarroise) connue sous le nom de scène de Nicole.
Elle gagne le Concours Eurovision de la chanson 1982 avec la chanson Ein bisschen Frieden.
Elle l'interpréta ensuite en anglais ("A Little Peace"), français ("La paix sur Terre"), néerlandais ("Een beetje vrede"), castillan ("Un poco de paz") et danois ("En smule fred"). Nicole a connu une courte carrière francophone entre 1982 et 1984, tant au Québec qu'en France, avec les chansons "Papillon", "Car il suffit d'une chanson", "Fais-toi tendre", "Le manège du bonheur" et "Ma petite liberté".

## Chansons
- 1982 : Ein bißchen Frieden
- 1982 : A Little Peace
- 1982 : La paix sur Terre
- 1982 : Papillon
- 1984 : Car il suffit d'une chanson
- 1992 : Jeder Zaun, jede Mauer wird aus Blumen sein (reprise de On écrit sur les murs de Demis Roussos)
- 1992 : Wenn schon... denn schon
- 1993 : Mehr als nur zusammen schlafen geh'n

## Albums francophones
- 1982 : La paix sur Terre
- 1984 : Car il suffit d'une chanson